# Rutgers Queensmen football 1870-1879
Nelle stagioni che vanno dal 1870 al 1879, i Rutgers Queensmen football, rappresentanti la Rutgers University hanno gareggiato per tutte le stagioni all'infuori del 1871.

## 1870
| 11-12-1870           | Columbia*     | New Brunswick, NJ | W 6-3 |
| 11-19-1870           | at Princeton* | Princeton, NJ     | L 2-6 |
| *Gare non-conference |               |                   |       |

## 1871
Rutgers non disputò partite in questa stagione

## 1872
| 11-02-1872           | at Columbia*  | New York, NY      | W 1-0 |
| 11-09-1872           | Columbia*     | New Brunswick, NJ | W 5-2 |
| 11-23-1872           | at Princeton* | Princeton, NJ     | L 1-4 |
| *Gare non-conference |               |                   |       |

## 1873
| 10-25-1873           | at Yale*     | New Haven, CT     | L 1-4 |
| 11-01-1873           | Columbia*    | New Brunswick, NJ | W 5-4 |
| 11-15-1873           | at Columbia* | Hoboken, NJ       | L 3-4 |
| *Gare non-conference |              |                   |       |

## 1874
| 10-24-1874           | Columbia*     | New Brunswick, NJ | W 6-1 |
| 11-01-1874           | Stevens Tech* | New Brunswick, NJ | W 6-0 |
| 11-07-1874           | at Columbia*  | Hoboken, NJ       | L 1-4 |
| 11-21-1874           | at Princeton* | Princeton, NJ     | L 0-6 |
| *Gare non-conference |               |                   |       |

## 1875
| 10-24-1875           | Stevens Tech* | New Brunswick, NJ | W 6-0 |
| 11-02-1875           | Columbia*     | New Brunswick, NJ | T 1-1 |
| 11-06-1875           | at Yale*      | New Haven, CT     | L 1-4 |
| *Gare non-conference |               |                   |       |

## 1876
| 11-01-1876           | Stevens Tech* | New Brunswick, NJ | W 3-2 |
| *Gare non-conference |               |                   |       |

## 1877
| 10-27-1877           | at Stevens Tech* | Hoboken, NJ       | L 1-2 |
| 11-06-1877           | at Columbia*     | Hoboken, NJ       | L 2-4 |
| 11-14-1877           | Stevens Tech*    | New Brunswick, NJ | L 0-1 |
| *Gare non-conference |                  |                   |       |

## 1878
| 10-29-1878           | Stevens Tech*             | New Brunswick, NJ | T 0-0 |
| 11-02-1878           | at Princeton*             | Princeton, NJ     | L 0-5 |
| 11-09-1878           | at Stevens Tech*          | Hoboken, NJ       | L 0-1 |
| 12-07-1878           | City College of New York* | New Brunswick, NJ | W 6-0 |
| *Gare non-conference |                           |                   |       |

## 1879
| 11-11-1879           | at Stevens Tech* | Hoboken, NJ       | W 1-0 |
| 11-15-1879           | at Yale*         | New Haven, CT     | L 0-5 |
| 11-20-1879           | at Columbia*     | New York, NY      | T 0-0 |
| 11-23-1879           | Stevens Tech*    | New Brunswick, NJ | T 3-3 |
| 11-25-1879           | at Stevens Tech* | Hoboken, NJ       | L 1-3 |
| 12-13-1879           | at Stevens Tech* | Hoboken, NJ       | T 0-0 |
| *Gare non-conference |                  |                   |       |